# Estádio Lic. Erico Galeano Segovia

O Estádio Lic. Erico Galeano Segovia é um estádio de futebol do Paraguai que está localizado na cidade de Capiatá. Neste estádio, que conta com capacidade para 15 000 pessoas, joga como mandante o Desportivo Capiatá.